# Hohensaas

Jüdischer Friedhof

Hohensaas ist ein Stadtteil der kreisfreien Stadt Hof (Regierungsbezirk Oberfranken, Bayern). Hohensaas liegt in der Gemarkung Wölbattendorf.

## Geografie
Das ehemalige Dorf besteht heute hauptsächlich aus einem Gewerbegebiet mit Autohäusern, Großhändlern wie Metro und der Spedition M&M Militzer & Münch, und der Oberfranken-Kaserne der Bundeswehr, der einzige Standort der Bundeswehr in Oberfranken. Es entspringen dort der Rauhbach (im Unterlauf Otterbach genannt) und der Pfaffenlohbach, beides linke Zuflüsse der Sächsischen Saale. Die Bundesstraße 15 führt nach Hof (2 km nordwestlich) bzw. zur Anschlussstelle 34 der Bundesautobahn 9 (5,3 km südwestlich). Gemeindeverbindungsstraßen führen nach Geigen (0,7 km südöstlich), zum Münsterviertel (1 km südöstlich) und nach Osseck (0,7 km südlich).

## Geschichte
Hohensaas wurde auf dem Gemeindegebiet von Wölbattendorf gegründet. Auf einer topographischen Karte des Jahres 1905 wurde der Ort als „Hohesaas“ erstmals verzeichnet. Benannt wurde der Ort nach dem Flurgebiet „Hohe Saß“. Am 1. Juli 1972 wurde Hohensaas im Zuge der Gebietsreform in Bayern nach Hof eingemeindet.
2020 wurde eine Straße nach Wolf Weil, einem Holocaustüberlebenden und Leiter der israelitischen Kultusgemeinde in Hof benannt. Diese verläuft parallel zur Dr.-Arnheim-Straße, die den Namen des ersten jüdischen Ehrenbürgers der Stadt Hof Fischel Arnheim trägt. Zwischen den beiden Straßen liegt der jüdische Friedhof.

### Baudenkmäler
- Jüdischer Friedhof und Ehrenmal für die jüdischen Opfer des Zweiten Weltkrieges in Hof[9]

### Einwohnerentwicklung
| Jahr      | 1910   | 1925   | 1950   | 1961   | 1970   | 1987   | 2007 |
| Einwohner | 30     | 61     | 72     | 62     | 79     | 56     | *180 |
| Häuser    |        | 4      | 7      | 10     |        | 13     |      |
| Quelle    | [ 11 ] | [ 12 ] | [ 13 ] | [ 14 ] | [ 15 ] | [ 16 ] |      |

## Religion
Hohensaas ist evangelisch-lutherisch geprägt und bis heute nach St. Michaelis (Hof) gepfarrt.

## Galerie

Gewerbegebiet Fuhrmannstraße
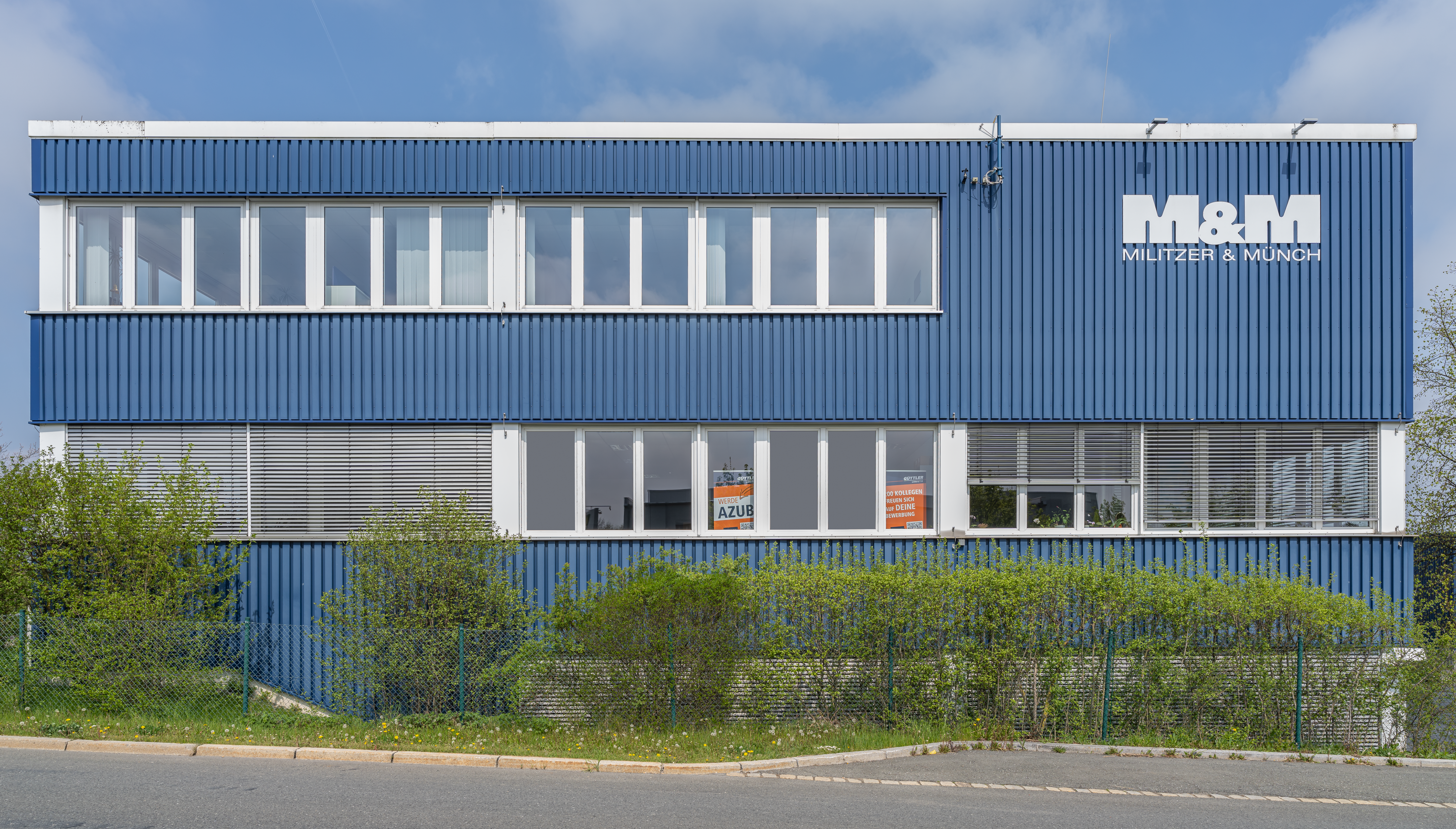
Sitz von M&M Militzer & Münch
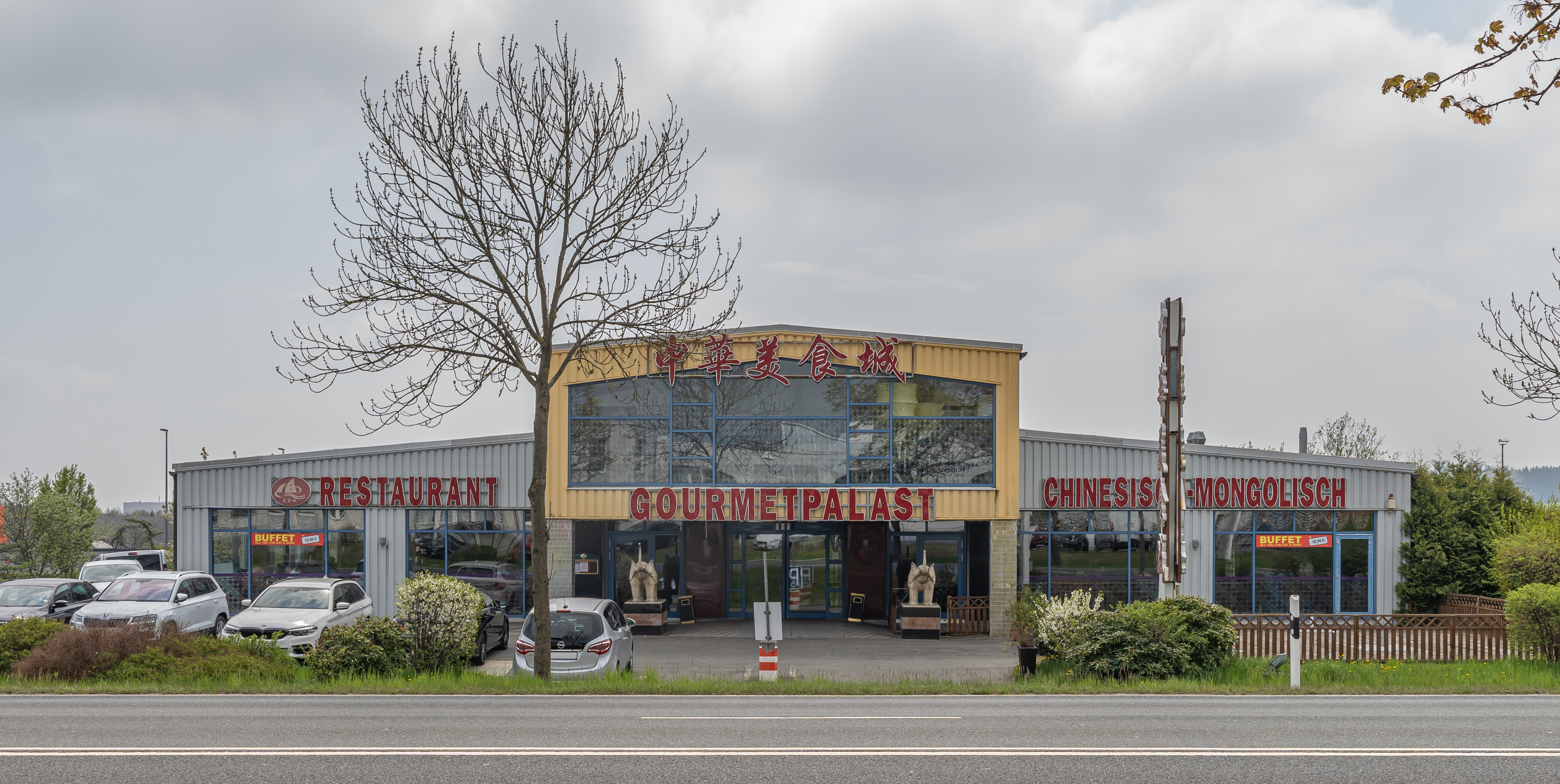
Asiatisches Buffetrestaurant
Kornhausweg